# Bigfoot

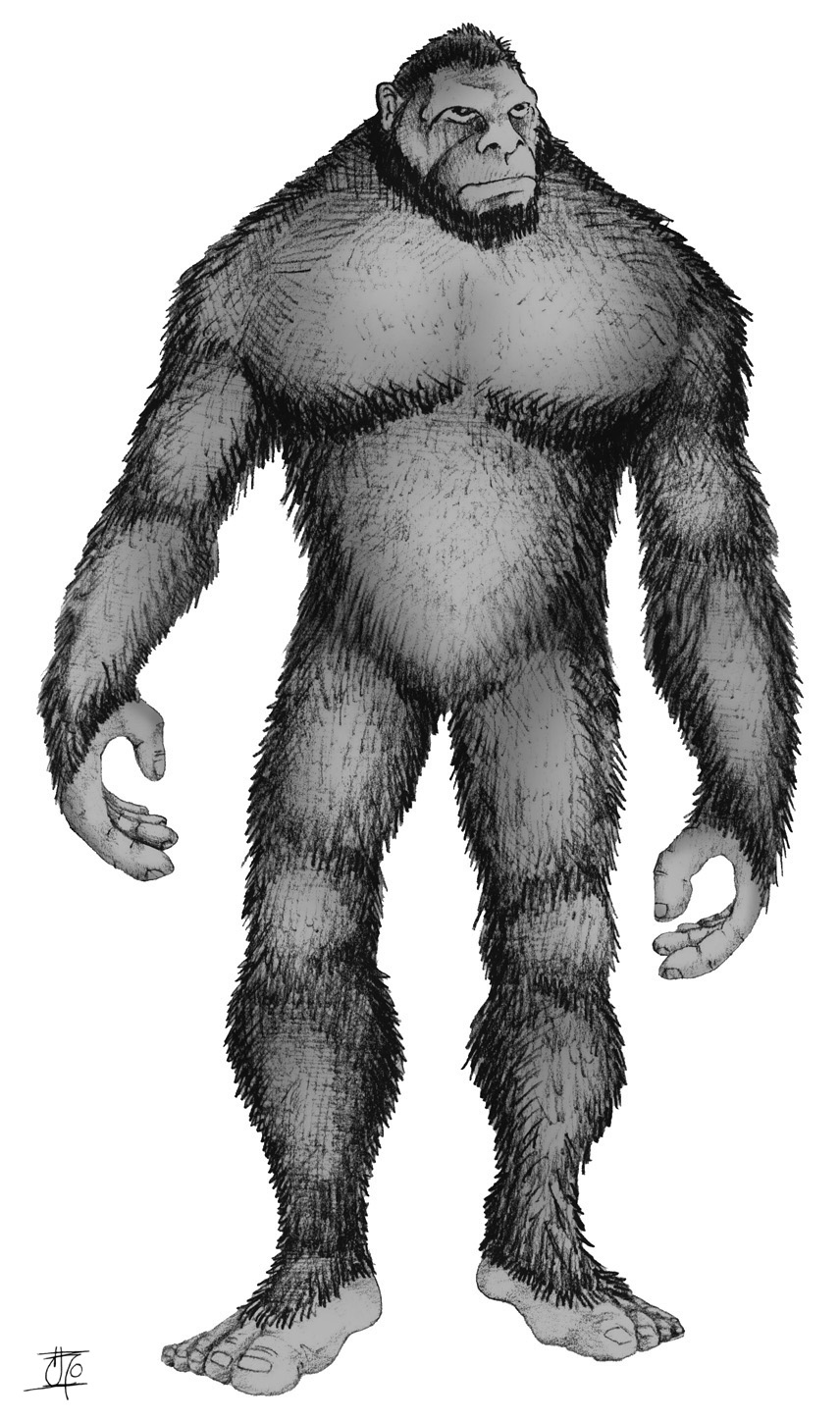
En konstnärs tolkning av bigfoot

Bigfoot, Storfot, även kallad sasquatch, är en kryptozoologisk varelse som sedan 1800-talet rapporteras ha setts i stora skogar i USA och Kanada. Eventuellt kan den vara en släkting till snömannen, yeti.

## Utseende
Ögonvittnen beskriver ofta en varelse som vandrar på två ben med mörk päls i bruna nyanser som varierar från nästan helt svart till mer rödbruna toner. Den har en kraftig muskulös kropp med kort nacke och breda axlar. Rörelsemönstret är likt en människas men med en något lutande hållning. Längden varierar mellan två och tre meter. De som lämnat beskrivningar av varelsens ansikte beskriver både karaktärsdrag som är mycket lika en människa och ibland mer likt en gorilla. Det förekommer rapporter att bigfoot ger ifrån sig en stinkande och säregen lukt. I Nordamerika kallas den i vissa sydligare stater för Skunk-ape. Eftersom det saknas fysiska bevis för varelsens existens och tillgången på fotografier eller filmdokumentation både är begränsad och omdiskuterad så är det svårt att lämna några tillförlitliga uppgifter om utseendet.

## Observationer och spår

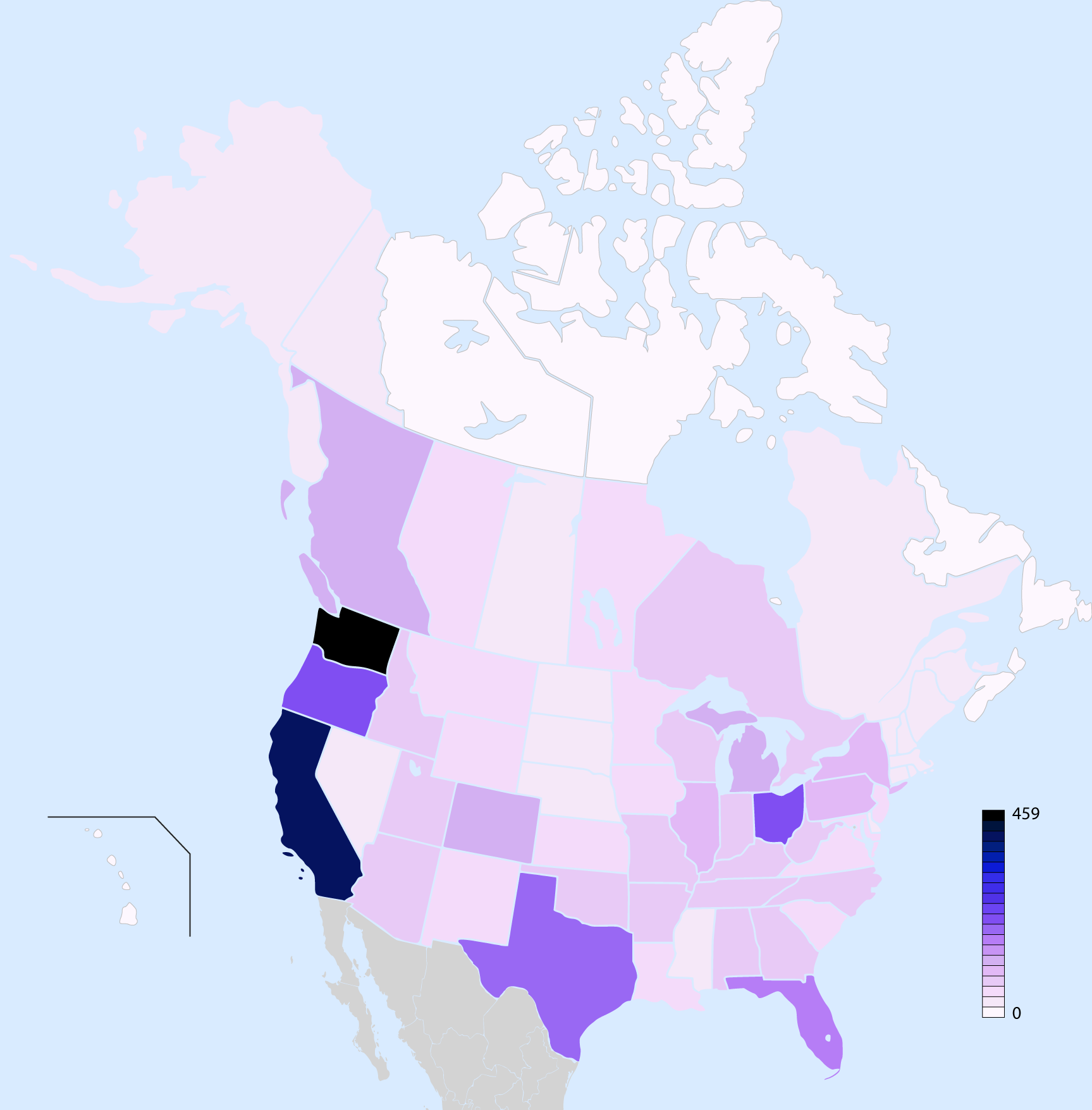
Kartan visar platser där bigfoot siktats. Ju mörkare färg, desto fler rapporter.

Sedan 1800-talet har det i USA och Kanada rapporterats in över 1600 fynd av bigfoot (antingen som spår eller observationer). Trots att många påstår sig ha sett bigfoot så har ingen lyckats med konststycket att fånga in honom. Vissa påstår sig ha skjutit mot bigfoot på nära håll och enligt dem har han inga problem att tåla gevärskulorna.
En del säger sig ha blivit bortförda av bigfoot, en av dem är Albert Ostman. Han påstår att han 1924 blev utdragen ur sin sovsäck av en bigfoot och förd till dennes gömställe. Där hölls han som fånge i flera dagar, för att sedan undkomma efter att ha givit bigfoot en del av sitt snus. Snuset gjorde att varelsen mådde dåligt och han själv fick chansen att fly.
De första fotavtrycken som sägs ha tillhört en bigfoot rapporterades av upptäcktsresanden David Thompson år 1811. Sedan dess har man hittat många avtryckt som kan ha tillhört en bigfoot. De största som påträffats var upp till 20 centimeter breda och 60 centimeter långa. På grund av att avtrycken ofta uppvisar avtryck efter svettkörtlar, valkar och slitmönster så tror många forskare att avtrycken kommer från någon varelse som liknar en stor människoapa.
Den 20 oktober 1967 påstod sig jägaren Roger Patterson och hans kollega Robert Gimlin i Bluff Creek, Kalifornien att de hade fångat bigfoot på film. Filmen har konstaterats vara äkta, men om det är varelsen bigfoot eller en utklädd man vet man dock inte. Dock påstår majoriteten att den är falsk. Filmen undersöktes av universiteten i New York, London, och Moskva och de kom fram till att varelsen på filmen var ca 2 meter lång och tog 1 meter långa steg, längre än en människa brukar ta. "bigfoot" på filmen gick med böjda ben och armarna fritt hängande längs med sidorna. Skeptikerna påstår att filmen visar en stor man klädd i gorilladräkt.
I början av augusti 2008 meddelade de två jägarna Rick Dyer och Matthew Whitton i Georgia, USA att de har hittat en död bigfoot och påstod sig ha fått stöd av en forskare. Den 15 augusti skulle jägarna lägga fram bilder och DNA-bevis, men de DNA-prov som togs visade inga spår av en ny art, utan av människa och nordamerikansk opossum. Den första bilden på det döda djuret som låg i en frysbox fylld med vatten och som såldes till media visade sig senare vara en bild på en dräkt från "the Horror Dome", en amerikansk shoppingsajt. Sedan dess har jägarna inte velat visa upp någon kropp för utomstående och den påstådda forskaren som stödde deras påstående visade sig i själva verket vara bror till en av jägarna. I slutet av augusti kom det dock fram att den påstådda frysta bigfoot egentligen bara var en maskeraddräkt. Forskare hade sett på när bigfoots kropp sakta började tina. Snart upptäckte man att huvudet var ihåligt och fötterna av gummi. De påstådda jägarna har vägrat kommentera saken.
Myter och berättelser om varelser som liknar den nordamerikanska bigfoot finns även på flera platser i Asien och i Australien. 
I Ryssland finns en varelse som lokalt kallas Menk och en kallad Almasty eller Almas. Den förra beskrivs som mycket snarlik bigfoot medan Almas är mer beskriven en slags primitiv eller förhistorisk vildmänniska. I Himalaya finns den berömda Snömannen eller Yeti som den även kallas. I Kina finns en variant som kallas Yeren och beskrivs även den som en snarlik släkting till bigfoot i utseendet. Den beskrivs leva i skog i bergsmiljö. I sumatras regnskogar finns det rapporter om en varelse som kallas Orang Pandek, vilket ungefär betyder en ”liten människa”. Orang pandek är dock beskriven som betydligt mindre än bigfoot men vandrar på två ben och lever ett skyggt liv. Varelsen beskrivs ha långt hår över kroppen som påminner om orangutanger. Den beskrivs vidare besitta karaktärsdrag av både apa och människa.
Australien har berättelser om en varelse som de kallar Yowie. Också det en stor tvåbent upprättgående människoapa med tydliga likheter till Nordamerikas bigfoot. En del bigfootentusiaster tror att flera av dessa berättelser beskriver samma djurart eller släkte som anpassats för de olika livsmiljöerna. I Skandinavien och övriga Europa förekommer rapporter om påträffade bigfoot väldigt sällan och det saknas någon etablerad berättelse om sådana varelser.

## Kulturen runt bigfoot
I kanske främst USA har entusiasmen runt varslen och myten vuxit ordentligt. Det finns klubbar och organisationer som formats runt syftet att söka efter bigfoot eller sasquatch som den ofta kallas där. Detta kan genomföras som vandring och camping i skogen med hjälp av avancerade kameror som kan se i mörker och upptäcka kroppsvärme. Även så kallade viltkameror används. Lockrop och andra metoder påstås fungera för att få kontakt med varelser som finns i närområdet. En del lockar dem med mat och andra föremål för att lyckas fånga dem på bild. Ofta har dessa entusiaster en No-gun policy och är emot att skjuta ett djur i syfte att bevisa dess existens. De söker istället efter hår och andra rester som kan bevisa existensen. Många av dem är redan fast övertygade om att bigfoot är en verkligt existerande djurart.

## Interaktion med människor
Bigfoot anses överlag leva ett extremt undangömt liv med stort avstånd till människor och bosättningar. De flesta som rapporterar ett möte med varelsen har haft det i skogen eller på vägen när de kört bil. Det finns även personer som sett dem på sin tomt. Bigfoot tros ibland söka sig närmare människors bosättningar i sökande efter mat. Ibland kan kanske ren nyfikenhet vara motivet. Ute i skogen är påträffaden ofta mycket flyktiga då varelsen sägs ha en enorm förmåga att avlägsna sig ur sikte. Varelsen anses av entusiaster i grunden vara fredlig.
Det finns relativt få rapporter om att bigfoot skulle vara aggressiva mot människor. I de fall de uppenbart tycks ogilla vår närvaro brukar de avge höga skräckinjagande skall och grymtanden som sägs vara något utöver det vanliga. En mer dold taktik kan även vara att kasta småsten och kottar på människorna från en gömd position. Detta är relativt vanligt och tycks vara en metod som ska skrämma men inte skada människor. 
Det finns rapporter om aggressiva möten med varelsen där de beskrivs ha försökt gå till angrepp men de är mer ovanliga och precis som med alla berättelser svåra att verifiera.
Inom bigfootkulturen finns generellt en stark övertygelse att dessa varelser verkligen existerar och därifrån har även många olika teorier och lösa slutsatser skapats som beskriver mer ingående vad detta är för varelser, hur de lever, deras plats i ekologin och så vidare. Det saknas dock vetenskapliga bevis för detta eftersom det handlar om ett djur vars existens inte är bevisad. Teorier tycks baseras på framstående entusiasters erfarenheter och anekdoter. 

## Kritik och möjliga förklaringar
Skeptiker menar att bigfoot troligen inte existerar. Det finns helt enkelt allt för lite fysiska bevis och fossila fynd som bekräftar myterna. Bigfoot skulle dessutom vara den enda nu levande hominiden som förutom människan vandrar upprättgående på två ben vilket bedöms som osannolikt. 
De bevis som finns i form av ögonvittnen och avgjutningar av fotspår går att förklara med teorier om förväxling med björnar som kan stå på bakbenen och då når en längd som motsvarar beskrivningen av bigfoot. Även fotavtrycken kan förklaras som björnspår där djuret trampat i sitt eget avtryck vilket skapar ett avlångt femtåigt avtryck. Fotspår kan också vara resultat av människors förfalskningar i syfte att öka intresse för myten, locka turister eller skapa uppmärksamhet i annat syfte. 
Människors ovana att vistas i skogarna och tidigare kännedom om myten är också bidragande psykologiska orsaker att förväxling sker. I de södra delarna av USA kan viss förväxling ha skett med förrymda eller befriade apor från både djurparker och privata ägare.
Utöver detta finns alltid risken för bluffar och lurendrejeri. Påstådda fynd av hår från bigfoot har testats flera gånger men aldrig bekräftats tillhöra en okänd art. Ofta är ursprunget känt såsom björn, hund, hjort eller människa.

## Varelsens existens
Eftersom inget bevis ännu finns för varelsens existens räknas bigfoot tillhöra kryptozoologin. Fyndet av fossil av småväxta människor på Flores i Indonesien gör dock att anhängare av bigfoots existens har fått nytt hopp att också bigfoots existens en dag skall kunna bevisas. Vissa beskrivningar av bigfoot påminner om den utdöda människoapan Gigantopithecus som levde i Kina för mer än 300 000 år sedan.
För att otvivelaktigt bevisa varelsens existens är fotografier, filmer, vittnesuppgifter, hår och DNA troligen inte tillräckligt. Existensen är så omstridd att potentiella fynd behöver kunna studeras av ett flera forskare som oberoende av varandra drar gemensamma slutsatser. När det gäller bevis från av DNA-analys så är kontaminering av materialet alltid ett problem som kan störa analysresultatet. Analys av hår och päls har gjorts många gånger och ibland har resultat varit svårt att fastslå. Detta är dock inget bevis utan kan vara resulterat av flera naturliga orsaker såsom skadat eller kontaminerat material eller orsakat av en undermåligt utförd analys. 